# Bambina sola
Bambina sola è il primo album del gruppo musicale italiano I Profeti, pubblicato dall'etichetta discografica CBS nel 1967.

## Descrizione
Il disco è prodotto da Michele Del Vecchio e gli arrangiamenti sono curati dallo stesso gruppo. Alcuni dei 12 brani rappresentano delle cover, sono 2 quelli interamente strumentali.
Il brano che dà il titolo all'album e Le ombre della sera erano stati pubblicati l'anno precedente come singolo, a cui fanno seguito Mirell/Asciuga le tue lacrime e Rubacuori/Sole nero.

## Tracce
Lato A
1. Bambina sola
2. Sunny (strumentale)
3. Le ombre della sera
4. Mirell
5. The Bells of Rhymney
6. Asciuga le tue lacrime

Lato B
1. Rubacuori
2. Per fare un uomo
3. Fa-fa-fa-fa (strumentale)
4. Lasciate qualcosa per noi
5. Mr. Zero
6. Sole nero